# Maxwellscheiding
De Maxwellscheiding is een scheiding tussen de B ring en de C ring in de ringen van Saturnus.
Een scheiding is een gebied in die ringen waar minder materie voorkomt en daardoor lijkt de scheiding een leeg gebied in de ring te zijn. De Maxwellscheiding is gelegen in de buurt van de veel bekendere Cassinischeiding. De afstand tot het middelpunt van Saturnus bedraagt 87.500 km. De weinige aanwezige deeltjes hebben een omlooptijd van 6 uur. De scheiding is ongeveer 270 km breed.